# Eferdinger Straße
Die Eferdinger Straße B 129 ist eine Landesstraße in Österreich. Sie beginnt in Linz-Urfahr am Hinsenkampplatz bei der Kreuzung Rudolfstraße B 127 / Hauptstraße B 129 und endet in Taufkirchen an der Pram bei der Kreuzung mit der Innviertler Straße B 137.

## Verlauf
Sie führt auf einer Länge von 71,8 km vom Traunviertel durch das Hausruckviertel zum Innviertel und quert damit Oberösterreich fast komplett von Ost nach West. Ihren Anfang nimmt die Eferdinger Straße in der Landeshauptstadt Linz und führt über die Nibelungenbrücke zunächst entlang der Donau über Wilhering und Alkoven, danach auf der neuen Umfahrung südwestlich vorbei an der Stadt Eferding, die der Straße ihren Namen gegeben hat. Von hier gelangt die Straße über Waizenkirchen und Peuerbach ins Innviertel, bevor sich ihre Richtung nach Nordwesten ändert und bei Taufkirchen an der Pram – südlich von Schärding – an der Innviertler Straße B 137 endet.
Sie passiert den Kürnberger Wald bei Linz nördlich, an der Donau entlang, quert dann das Eferdinger Becken, und den Norden des Innviertler Hügellands, wo sie der Südabdachung des Sauwalds folgt, und endet im Unteren Inntal. Damit bildet sie eine Spange zwischen West Autobahn A 1/Mühlkreis Autobahn A 7 bei Linz und Innkreis Autobahn A 8 beim Grenzübergang Suben, hat aber nur Bedeutung für den regionalen Verkehr.

## Ausbau
Im Zuge der Umfahrung Eferding führt das am 30. November 2014 eröffnete Teilstück der B 129 südlich von Eferding nach Westen, unterquert die L 531 Schartener Straße, die Linzer Lokalbahn, die Wallerner Straße B 134 und die Strecke Haiding–Aschach sowie nochmals die Linzer Lokalbahn. Anschließend schwenkt die Straße nach Norden und mündet südlich von Hinzenbach bei wieder in die bestehende Trasse ein.